# حفل توزيع جوائز الأوسكار العاشر
حفل توزيع جوائز الأوسكار العاشر (بالإنجليزية: 10th Academy Awards)‏ هو حدث نظمته أكاديمية فنون وعلوم الصور المتحركة لتكريم أفضل الأفلام لسنة 1937. أقيم الحفل بتاريخ 10 مارس، 1938 في فندق بيلتمور، لوس أنجلوس، كاليفورنيا، وقدّمه بوب برنز. في هذه الدورة، فاز فيلم حياة إميل زولا بجائزة أفضل فيلم، وحاز الممثّل سبنسر تريسي على جائزة أفضل ممثّل، ونالت الممثلة لويز رينر جائزة أفضل ممثّلةٍ، وكانت جائزة الأوسكار لأفضل مخرج من نصيب المخرج ليو ماكاري.
أكثر الأفلام ترشيحاً للحصول على جوائز كان فيلم حياة إميل زولا حيث تلقّى 10 ترشيحات، وكان كذلك أكثرها فوزاً حيث فاز بـ 3 جوائز.

## الجوائز
- جائزة أفضل فيلم:

حياة إميل زولا
- جائزة أفضل مخرج:

ليو ماكاري
- جائزة أفضل ممثّل:

سبنسر تريسي
- جائزة أفضل ممثّلة:

لويز رينر
- جائزة أفضل ممثّل مساعد:

جوزيف شايلدكراوت
- جائزة أفضل ممثّلة مساعدة:

أليس برادي
- جائزة أفضل سيناريو مقتبس:

حياة إميل زولا
- جائزة أفضل موسيقى تصويريّة:

مائة رجل وفتاة – يونيفرسل ستوديوز
- جائزة أفضل تأثيرات بصريّة:

لم تُنشأ الجائزة حينها
- جائزة أفضل خلط أصوات:

إعصار – يونايتد آرتستس

## وصلات خارجية
- حفل توزيع جوائز الأوسكار العاشر على موقع IMDb (الإنجليزية)
- حفل توزيع جوائز الأوسكار العاشر على موقع ميوزك برينز (الإنجليزية)
- الموقع الرسمي لجوائز الأكاديمية.
- الموقع الرسمي لأكاديمية فنون وعلوم الصور المتحركة.
- قناة جوائز الأوسكار على موقع يوتيوب (تُديره أكاديمية فنون وعلوم الصور المتحركة).
- مقتطفات فيديو من أكاديمية فنون وعلوم الصور المتحركة.